# Amenemhat IV
Amenemhat IV – faraon, władca starożytnego Egiptu z XII dynastii, z okresu Średniego Państwa. Syn Amenemhata III. Panował od 1807 roku p.n.e. przez kilka miesięcy z ojcem, później od 1806-1798 roku p.n.e. - samodzielnie. Lub też, według innych ocen, panował tylko wspólnie ze swym ojcem.
Ostatni męski władca Średniego Państwa. Według współczesnych mu inskrypcji nie rządził samodzielnie. Współrządził ze swym ojcem Amenemhatem III i, być może, nie doczekał samodzielnych rządów, umierając przedwcześnie, przekazując władzę w ręce swej siostry Neferusobek.
Prawdopodobnie został pochowany w piramidzie w Mazghunie, około pięć kilometrów na południe od Dahszur. Budowla ta obecnie znajduje się w całkowitej ruinie.

## Tytulatura
| G5 |

| G5 |

| L1 | L1 | Z3 | G43 |

| L1 | L1 | Z3 | G43 |

| L1 | L1 | Z3 | G43 |

| L1 | L1 | Z3 | G43 |

| G5 |

| G5 |

| L1 | L1 | Z3 | G43 |

| L1 | L1 | Z3 | G43 |

| L1 | L1 | Z3 | G43 |

| L1 | L1 | Z3 | G43 |

| M23 · X1 | L2 · X1 |

| M23 · X1 | L2 · X1 |

| N5 | U5 · D36 | P8 | G43 |

| N5 | U5 · D36 | P8 | G43 |

| N5 | U5 · D36 | P8 | G43 |

| N5 | U5 · D36 | P8 | G43 |

| M23 · X1 | L2 · X1 |

| M23 · X1 | L2 · X1 |

| N5 | U5 · D36 | P8 | G43 |

| N5 | U5 · D36 | P8 | G43 |

| N5 | U5 · D36 | P8 | G43 |

| N5 | U5 · D36 | P8 | G43 |

| G39 | N5 |

| G39 | N5 |

| M17 | Y5 · N35 | G17 | F4 · X1 |

| M17 | Y5 · N35 | G17 | F4 · X1 |

| M17 | Y5 · N35 | G17 | F4 · X1 |

| M17 | Y5 · N35 | G17 | F4 · X1 |

| G39 | N5 |

| G39 | N5 |

| M17 | Y5 · N35 | G17 | F4 · X1 |

| M17 | Y5 · N35 | G17 | F4 · X1 |

| M17 | Y5 · N35 | G17 | F4 · X1 |

| M17 | Y5 · N35 | G17 | F4 · X1 |